# Festuca
- Commons
- Wikispecies

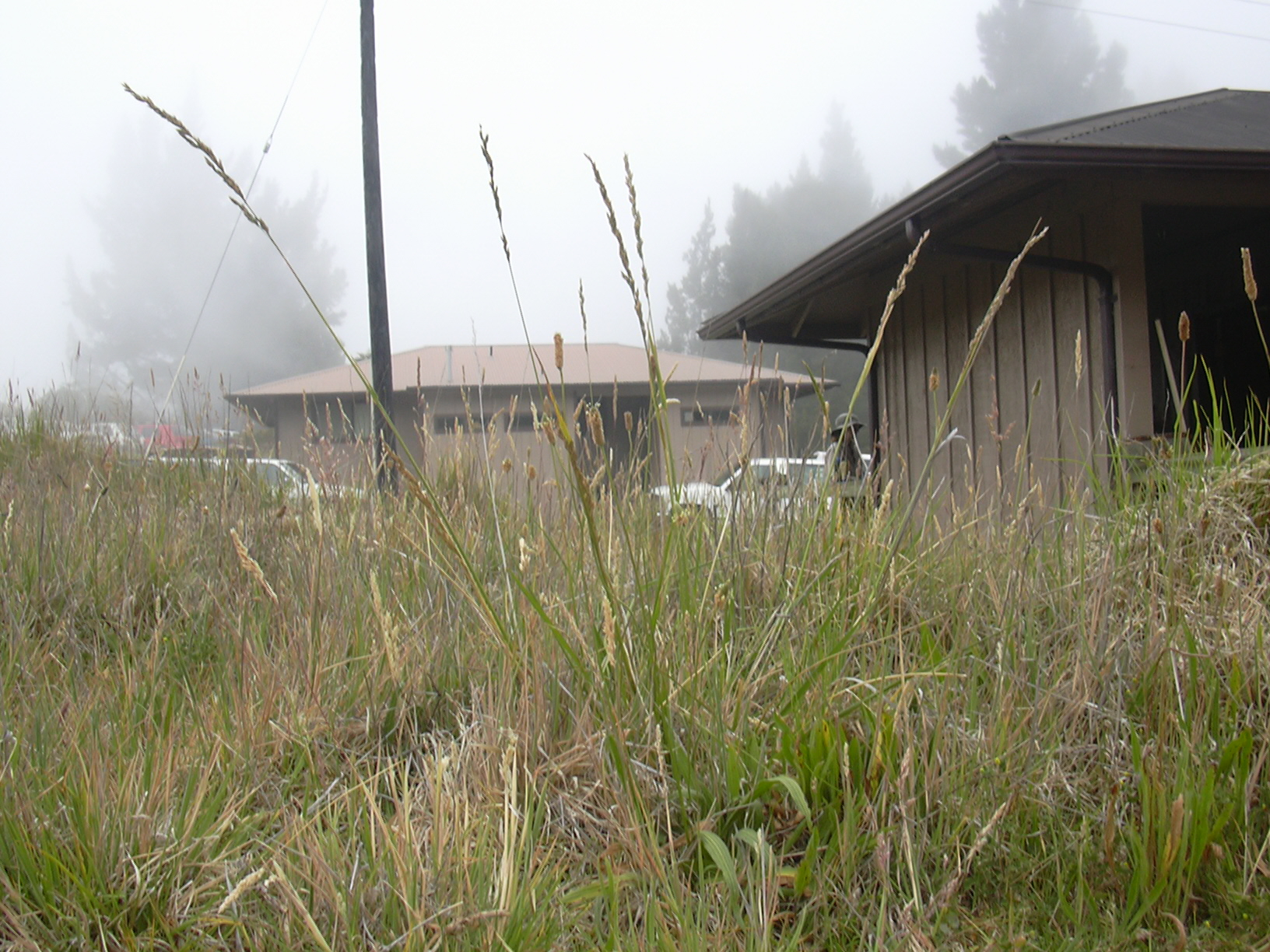
Festuca arundinacea.

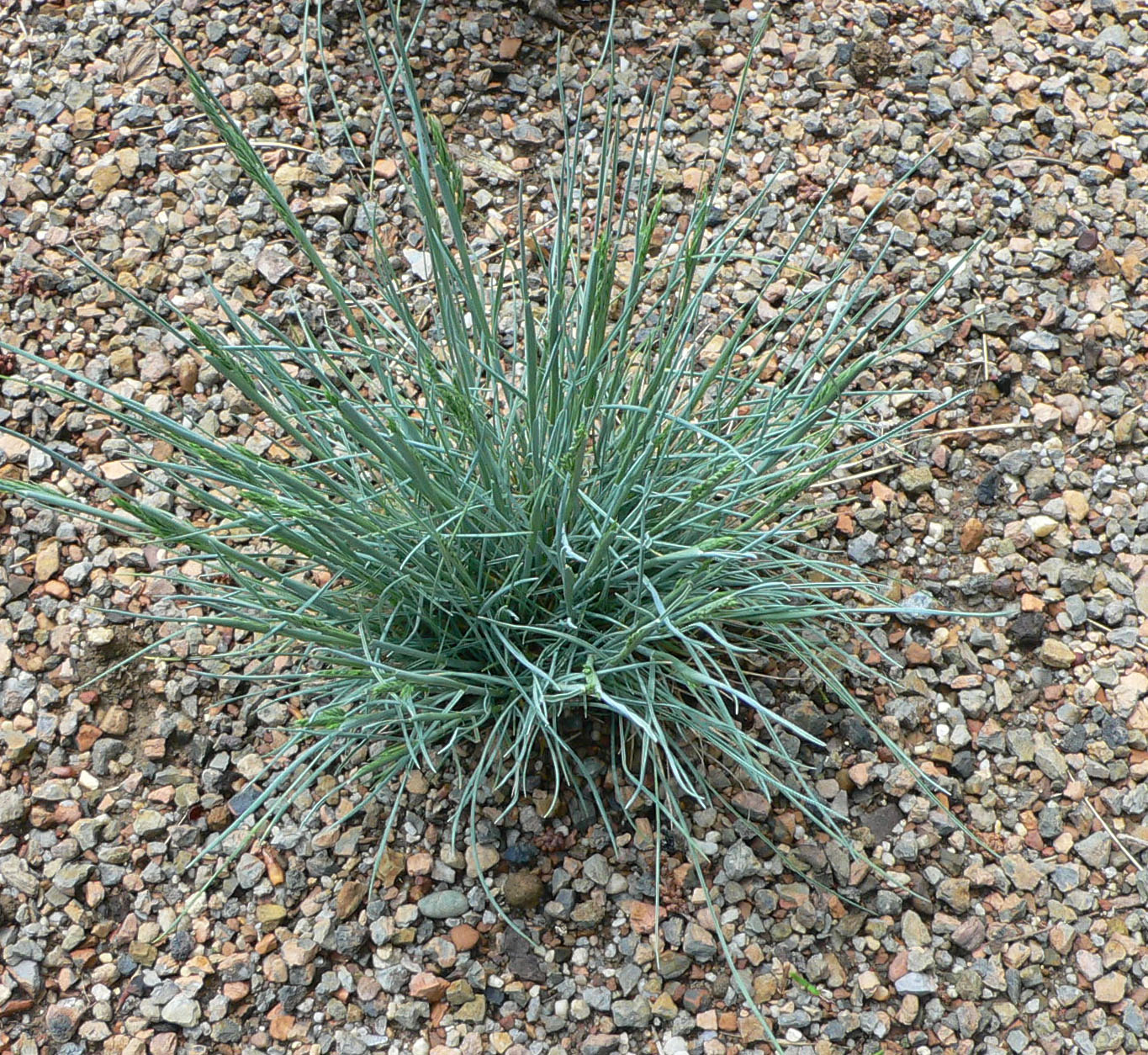
Festuca glauca.

Festuca L.  é um género botânico pertencente à família Poaceae, subfamília Pooideae, tribo Poeae.
Na classificação taxonômica de Jussieu (1789), Festuca é um gênero  botânico,  ordem  Gramineae,  classe Monocotyledones com estames hipogínicos.

## Sinonímia
| - Amphigenes Janka - Anatherum Nabelek (SUH) - Argillochloa W.A.Weber - Bucetum Parn. (SUS) - Drymochloa Holub - Drymonaetes Fourr. (SUI) - Festucaria Fabr. (SUS) - Gnomonia Lunell (SUS) - Gramen Krause (SUI) - Helleria E.Fourn. (SUH) - Hellerochloa Rauschert | - Hesperochloa (Piper) Rydb. - Laston Pau - Leiopoa Ohwi - Leucopoa Griseb. - Lojaconoa Gand. - Nabelekia Roshev. - Pseudobromus K. Schum. - Schedonorus P. Beauv. - Schoenodorus Roem. et Schult. - Tzvelevia E.B. Alexeev - Wasatchia M.E. Jones |

## Espécies
| - Festuca amethystina L. - Festuca ampla Hackel - Festuca amplissima Rupr. - Festuca apheles Keng - Festuca arundinacea Schreber - Festuca baffinensis Polunin - Festuca brevifolia R. Br. - Festuca bromoides Michx. - Festuca burgundiana Auquier e Kerguélen - Festuca burnatii St-Yves - Festuca capillifolia Dufour - Festuca californica Vasey - Festuca clementei Boiss. - Festuca confinis Vasey - Festuca confusa Piper - Festuca dasyclada Hack. - Festuca diandra Michx. - Festuca dissitiflora Steud. - Festuca dolichophylla J.Presl - Festuca durandii Clauson - Festuca earlei Rydb. - Festuca elata Keng - Festuca elegans Boiss. - Festuca eskia Ramond ex DC. - Festuca fuegiana Hook. - Festuca gracilenta Buckley - Festuca gracillima Rothm. - Festuca gigantea (L.) Vill. - Festuca gypsophila Hack. - Festuca hephaestophila Nees - Festuca heterophylla Lam. - Festuca howellii Hack. - Festuca hystrix Boiss. - Festuca idahoensis Elmer - Festuca indigesta Boiss. - Festuca ingrata Rydb. | - Festuca markgrafiae Veldkamp - Festuca microstachys Nutt. - Festuca mirabilis Piper - Festuca nervosa Hook. - Festuca nevadensis Hackel - Festuca occidentalis Hook. - Festuca ovina L. - Festuca pacifica Piper - Festuca paniculata (L.) Schinz e Thell. - Festuca pectinata Labill. - Festuca petraea Guthn. ex Seub. - Festuca plicata Hackel - Festuca poaeoides Michx. - Festuca potosiana Renvoize - Festuca pratensis Hudson - Festuca pseudotrichophylla Patzke - Festuca purpurascens Hook.f. - Festuca richardsonii Hook. - Festuca rigida (L.) Link - Festuca rubra L. - Festuca rusbyi Hitchc. - Festuca saximontana Rydb. - Festuca scabrella Torr. - Festuca scariosa (Lag.) Hackel - Festuca sciurea Nutt. - Festuca soraria Piper - Festuca subbiflora Suksd. - Festuca subulifolia Benth. - Festuca suksdorfii Piper - Festuca talamancensis Davidse - Festuca tenella Willd. - Festuca tenuifolia Sibth. - Festuca texana Vasey - Festuca trichophylla (Ducros ex Gaudin) K. Richter - Festuca triflora Desf. - Festuca valentina St-Yves - Festuca vallicola Rydb. |

- «Lista completa»

## Classificação do gênero
| Sistema | Classificação                   | Referência               |
| ------- | ------------------------------- | ------------------------ |
| Linné   | Classe Triandria, ordem Digynia | Species plantarum (1753) |